# زیردریایی یو-۴۶۸
زیردریایی یو-۴۶۸ (به انگلیسی: German submarine U-468) یک زیردریایی بود که طول آن ۶۷٫۱ متر (۲۲۰ فوت ۲ اینچ) بود. این زیردریایی در سال ۱۹۴۲ ساخته شد.